# Власотинце
Власотинце (серб. Власотинце) — населённый пункт городского типа в Сербии. Центр одноимённой общины в Ябланичском округе.

## Население
Согласно переписи населения 2002 года, в городе проживало 16212 человек (15894 серба, 213 цыган и другие).
| Численность населения | Численность населения | Численность населения | Численность населения | Численность населения | Численность населения | Численность населения | Численность населения |
| 1948                  | 1953                  | 1961                  | 1971                  | 1981                  | 1991                  | 2002                  | 2011                  |
| --------------------- | --------------------- | --------------------- | --------------------- | --------------------- | --------------------- | --------------------- | --------------------- |
| 4917                  | 5225                  | 5932                  | 8787                  | 12166                 | 14552                 | 16212                 | 15882                 |

## Религия
Храм Сошествия Святого Духа — центр Власотиначского архиерейского наместничества Нишской епархии Сербской православной церкви